# Нью-Лайм (Вісконсин)
Нью-Лайм (англ. New Lyme) — місто (англ. town) в США, в окрузі Монро штату Вісконсин. Населення — 193 особи (2020).

## Демографія
Згідно з переписом 2010 року, у місті мешкало 168 осіб у 65 домогосподарствах у складі 50 родин. Було 94 помешкання
Расовий склад населення:
| - 98,8 % — білих - 0,6 % — азіатів |

До двох чи більше рас належало 0,6 %. Частка іспаномовних становила 1,2 % від усіх жителів.
За віковим діапазоном населення розподілялося таким чином: 22,6 % — особи молодші 18 років, 66,1 % — особи у віці 18—64 років, 11,3 % — особи у віці 65 років та старші. Медіана віку мешканця становила 42,3 року. На 100 осіб жіночої статі у місті припадало 107,4 чоловіків;  на 100 жінок у віці від 18 років та старших — 103,1 чоловіків також старших 18 років.
Середній дохід на одне домашнє господарство  становив 98 283 долари США (медіана — 76 875), а середній дохід на одну сім'ю — 117 398 доларів (медіана — 83 750). Медіана доходів становила 58 750 доларів для чоловіків та 36 875 доларів для жінок. 
Цивільне працевлаштоване населення становило 77 осіб. Основні галузі зайнятості: освіта, охорона здоров'я та соціальна допомога — 26,0 %, сільське господарство, лісництво, риболовля — 18,2 %, транспорт — 15,6 %.